# Прокоп'є
Проко́п'є (рос. Прокопье) — село у складі Білохолуницького району Кіровської області, Росія. Адміністративний центр Прокоп'євського сільського поселення.
Населення поселення становить 191 особа (2010, 299 у 2002).
Національний склад станом на 2002 рік — росіяни 94 %.